# Dumas (Texas)
Dumas (/ˈdjuːməs/ dew-mus) è un comune (city) degli Stati Uniti d'America e capoluogo della contea di Moore nello Stato del Texas. La popolazione era di 14,691 persone al censimento del 2010. Situato circa 50 miglia a nord di Amarillo, la città deve il nome al suo fondatore, Louis Dumas (1856 – 1923). Dumas Avenue, la via principale, si trova sulle U.S. Routes 287 e 87.
Il Window on the Plains Museum, che offre mostre sulla contea di Moore e del Texas Panhandle, si trova sulla South Dumas Avenue, l'arteria principale. Dumas è servita dal Moore County Airport, un aeroporto di aviazione generale 2 miglia ad ovest del distretto centrale degli affari.
Il governo sostiene che Dumas, con un po' di documentazione, che la canzone "I'm a Ding Dong Daddy From Dumas" è stata scritta per la città. Composta alla fine degli anni 20 da Phil Baxter (un nativo del Texas che ha vissuto per qualche tempo a Dumas) e Carl Moore, la canzone è anche talvolta stata rivendicata dalla città di Dumas nella contea di Desha nel sud-est dell'Arkansas.

## Geografia fisica
Dumas è situata a 35°51′45″N 101°58′01″W (35.862478, -101.966931).
Secondo lo United States Census Bureau, ha un'area totale di 5,52 miglia quadrate (14,3 km²).

## Società

### Evoluzione demografica
Secondo il censimento del 2010, c'erano 14,691 persone.

### Etnie e minoranze straniere
Secondo il censimento del 2010, la composizione etnica della città era formata dal 74,9% di bianchi, il 2% di afroamericani, lo 0,9% di nativi americani, il 4,7% di asiatici, lo 0,0% di oceanici, il 15,6% di altre razze, e l'1,8% di due o più etnie. Ispanici o latinos di qualunque razza erano il 50,5% della popolazione.